# كشكشة
الكشكشة ظاهرة صوتية لغوية قديمة، وهي إبدال كاف المخاطبة بالشين في المؤنث، أو إضافة الشين بعد كاف المخاطبة، وفي بعض اللهجات مثل الخليجية يبدل بحرف [tʃ] (يكتب «چ» أو «تش»). دونت هذه الظاهرة في وصف لهجات قبيلتي مضر وربيعة العربيتين، وهي ظاهرة شائعة في اللغات العربية الجنوبية القديمة واللغات السامية الجنوبية مثل الأمهرية واللغات العربية الجنوبية الحديثة. ما زالت هذه الظاهر مسموعة في شرق وجنوب الجزيرة العربية والعراق والأحواز.

## صيغتها
لها ثلاثة صيغ:
1. إبدالها في الوقف فقط، ومثالها: أحبش. وهذه اندثرت[بحاجة لمصدر].
2. إبدالها في الوقف وفي الوصل، ومثالها: أحبش يا سعاد. وهذه التي بقيت[بحاجة لمصدر].
3. أن تأتي الشين بعد الكاف المجرورة في الوقف فقط، فتنطق «إليكش بدل إليك» و«عليكش بدل عليك».[3]

## لهجات تقع فيها الظاهرة
- جنوب شامية
- البحرانية
- العمانية الحضرية
- الحضرمية
- الظفارية
- بعض لهجات الجنوب السعودي مثل النجرانية ولهجة أبها
- بعض لهجات اليمن
- لهجة قبيلة آل مرة

وكذلك تقع الكشكشة بحرف «چ» في عدة لهجات:
- اللهجة الخليجية
- بعض لهجات جنوب العراق
- الأهوازية

## الكشكشة بحرف «چ»
توجد ظاهرة شبيهة في اللهجة الخليجية وبعض لهجات العراق.
يذكر رمضان عبد التواب تعليلًا لنشوء هذا الصوت، فيقول: